# Октябрьский район (Томск)
Октя́брьский райо́н — один из четырёх внутригородских районов в Томске. Занимает обширную площадь в северо-восточной части города, включая в себя почти половину территории города (126 из 294 квадратных километров). Население района составляет 174 тысячи жителей.
Назван в честь Великой Октябрьской социалистической революции.

## География
С запада район ограничен территориями Ленинского района и Северска, с севера и востока — лесами Томского района, с юга — Советским районом Томска.
Далеко на север района выдаётся площадка ТНХК, где, помимо самого нефтехимического комбината, ТЭЦ-3 и других предприятий, расположена северная площадка особой экономической зоны.
Район является самым большим по площади районом Томска, включая в себя городок ДОСААФ, Высотный, Солнечный, все микрорайоны Иркутского тракта, посёлок Новый (Бактин), исторические районы Болото, Кирпичи, Томск-II. В этом районе находится Воскресенская гора, на южном мысу которой был поставлен Томский острог. Кроме того, здесь расположено Белое озеро и Михайловская роща, посёлки Родионово, Кузовлево.
Району подчинены сельские населённые пункты (не учитываемые статистикой населения городского района): посёлок Светлый, деревня Киргизка, железнодорожная станция Копылово.

## Население
| 1989     | 2002     | 2009     | 2010     | 2012     | 2013     | 2014     |
| -------- | -------- | -------- | -------- | -------- | -------- | -------- |
| 141 091  | ↗147 051 | ↗153 098 | ↗159 157 | ↗163 565 | ↗166 922 | ↗170 522 |
| 2015     | 2016     | 2017     | 2018     | 2019     | 2020     | 2021     |
| ↗174 426 | ↗177 320 | ↗179 268 | ↗181 228 | ↗183 762 | ↗184 711 | ↘181 422 |

## История
Образован 29 ноября 1979 года на основании решения Томского облисполкома и Указа Президиума Верховного Совета РСФСР. До этого с 1938 по 1959 годы на его территории существовал Вокзальный район.
18 января 1994 года постановлением главы администрации города Томска Октябрьский район был ликвидирован как административно-территориальная единица и стал внутригородской территорией для управления отраслями городского хозяйства и областями социальной сферы.
В соответствии с Уставом города Томска и на основании постановления Мэра города Томска от 28 мая 1997 года, все районы города, в том числе Октябрьский, переименованы в соответствующие округа.
Постановлением Мэра города Томска от 11 марта 1998 года администрации Ленинского и Октябрьского округов были объединены в объединённую администрацию Ленинского и Октябрьского округов. Объединённый округ носил неофициальное название Северного округа.
С 1 января 2006 года, в соответствии с новым уставом города, Северный округ вновь был разделён на два района, таким образом, Октябрьский район оказался практически в своих прежних границах. (Кроме того, 12 ноября 2004 года к нему были присоединены территории посёлок Светлый, деревня Киргизка и железнодорожная станция Копылово, до этого входившие в состав Томского района Томской области).
С 1 января 2006 года по 15 мая 2009 года администрацией района руководил Дмитрий Мальцев, сын тогдашнего председателя Думы Томской области Бориса Мальцева.[значимость факта?]

## Избирательные округа
- № 7 — Белозёрский[14];
- № 8 — Мичуринский[14];
- № 9 — Лесной[14].

На территории района размещается 72 избирательных участка.

## Улицы
Крупнейшие улицы:
- Иркутский тракт — 5,84 км.
- улица Мичурина — 5,1 км.
- улица И. Черных — 3,61 км.
- улица Высоцкого — 3,25 км.
- улица Пушкина — 2,85 км.
- улица Клюева — 2,79 км.
- улица Ивановского — 2,5 км.
- улица Яковлева

## Предприятия и организации
- АО "Сибкабель;
- Томский приборный завод;
- станция Томск-II ОАО «Российские железные дороги»;
- ООО «Томскнефтехим»;
- Областной центр телекоммуникаций[источник не указан 2840 дней].